# قصف مركز المهاجرين في طرابلس
قصف مركز المهاجرين في طرابلس هو قصفٌ «بطائرات مجهولة» في صبيحة الثالث من تمّوز/يوليو 2019 على مركزٍ للمهاجرين في العاصِمة الليبية طرابلس تسبّبَ في مقتل أكثر من 44 شخصًا وجرح 130 آخرين معظمهم من الأفارقة الذين كانوا يحاولون الوصول إلى أوروبا عبر المعابر البحرية من ليبيا.

## خلفيّة
في بداية نيسان/أبريل من عام 2019 شنّت قوات المشير خليفة حفتر هجومًا على العاصِمة طرابلس للسيطرة عليها وتحريرها من «الميليشيات» التي تصفها «بالإرهابيّة». وعلى الرغمِ من مرور ثلاث أشهر على بداية العمليّة؛ فشلت قوات حفتر في بسطِ سيطرتها على المدينة بل خسرت المنطقة الاستراتيجية غريان لصالحِ حكومة الوفاق.
أصدرت قوات حفتر في الأوّل من تموز/يوليو بيانًا قالت فيهِ «أنها ستبدأ شن غارات كثيفة على أهداف في طرابلس بعد استنزاف «الوسائل التقليدية» للحرب.» سويعات بعد ذلك حتى أعلنت أن طائراتها الحربية قد قصفت مُعسكرًا مواليًا للحكومة قرب مركز المهاجرين مؤكدةً على أنّ قوات الحكومة ردت على ذلك بإطلاق قذائف.

## خلفيّة وضع المهاجرين في ليبيا
بعد أزمة المهاجرين إلى أوروبا بدأت دول الاتحاد الأوروبي بإعادة المهاجرين غير الشرعيين ممن يتم انقاذهم في البحر الأبيض المتوسط إلى ليبيا، وتحتز حكومة الوفاق – المُعترف بها دوليًا – المهاجرين في مراكز احتجاز تعتبر الأوضاع فيها كارثية والأرقام مذهلة أمام صمت أوروبي ملفت بحسب الأمم المتحدة. وطالبت دومنيك بارتش مدير المفوضية السامية للأمم المتحدة لشؤون اللاجئين في ألمانيا على ضرورة «ألا يتم إعادة الأشخاص الذين يتم إنقاذهم من قبل خفر السواحل الليبية بالبحر المتوسط، على أي حال إلى معسكرات اعتقال في ليبيا. الوضع الإنساني في المعسكرات مدمر، هناك نقص في الأطعمة والماء وكثيرون بحاجة ملحة لمساعدات طبية. فضلا عن ذلك فإن معسكرات الاعتقال بالعاصمة الليبية طرابلس تقع وسط تبادل إطلاق نار من جانب جماعات مسلحة.»
وقال قطاع الحماية - وكالة إغاثة - في بيان «على مجلس الأمن الدولي إصدار قرار يدعو إلى حماية المدنيين والمحاسبة على الانتهاكات الجسيمة لحقوق الإنسان والقانون الإنساني الدولي. وعلى الاتحاد الأوروبي الكفّ عن عرقلة جهود البحث والإنقاذ في البحر المتوسط وضمان نقل كل من يتم إنقاذهم إلى ميناء آمن بموجب القانون الدولي ووقف دعم استخدام ليبيا لمراكز الاحتجاز.»

## القصف
في صبيحة الثالث من تمّوز/يوليو 2019؛ أصابت غارة جوية مباشرة مركز احتجاز المهاجرين غير النظاميين في تاجوراء مما تسبّبَ في وقوعِ «مجزرة». مباشرة بعد وقوعِ الهجوم؛ أعلنَ المنسق الطبي لمنظمة أطباء بلا حدود أنّ المركز كان يعيشُ بداخله حوالي 126 مهاجرًا من مُختلف الجنسيات. أظهرت صور جوية من مكان الحادث أنّ الانفجار قد وقع على مُستوى السطح ما أدى إلى سقوط الجدران، كما وَردت تقارير إلى الأمم المتحدة مفادها أن المهاجرين الذين حاولوا الفرار من الغارة تعرضوا لإطلاق النار من قِبل حُرّاس مركز الاحتجاز. في أعقاب ذلك؛ قال مستشار إعلامي لوزارة الصحة الليبية: «كانت هناك دم وأشلاء أجسام في كل مكان» فيما وصفت الحكومة الليبية ما جرى بأنها «مذبحة». عملت المستشفيات بقدرات أعلى من المتوسط حيثُ حاولت معالجة فيضان المصابين من الهجوم. وفقا للأمم المتحدة؛ فقد قُتل ما لا يقل عن 53 شخصا في الغارة الجوية وأصيب 130 آخرون. بعد ساعات من وقوع الهجوم؛ قالت قوات الجنرال خليفة حفتر المدعوم من مصر والإمارات العربية المتحدة وروسيا إنها استهدفت «موقعًا عسكريًا قريبًا» دون مزيدٍ من التوضيحات حول ماهيّة الموقع وإحداثياته بالضبط.

## المسؤولية
حتّى منتصف يوم الثالث من تمّوز/يوليو 2019 لم تتضح الجهة التي تنتمي إليها الطائرات التي شنّت الغارة؛ وكانت حكومة الوفاق – المُعترف بها دوليًا – قد تبادلت معَ ما يُعرف بالجيش الوطني الليبي تحتَ قيادة الجنرال خليفة حفتر الاتهامات بتنفيذ الهجوم؛ حيثُ وجّه مكتب فايز السراج أصابع الاتهام مباشرةً نحو قوات حفتر فيما نفت هذه الأخيرة أن تكون طائراتها هي التي نفذت الغارة الجويّة مؤكدةً في الوقتِ ذاته على أن من وصفتهم «بالميلشيات الموالية للحكومة» هم من قصفوا الموقع.

## ردود الفعل

### محليًا
ألقت الحكومة الليبية باللوم في الهجوم على القوات الجوية التابعة للواء حفتر قائد ما يُسمّى الجيش الوطني الليبي؛ وكانَ الجنرال قد شنّ هجومًا ضد من يصفهم «بالجماعات الإرهابية» في العاصمة الليبية طرابلس منذ نيسان/أبريل وقد حدثت الغارة الجوية بعد يومين من تهديدِ حفتر «بالقصفِ العنيف» للمنطقة بُعيد إعلان أن «الوسائل التقليدية» للحرب غير كافية. في السياق ذاتهِ؛ قال متحدث باسم حفتر لذي إندبندنت «إن هذا الادعاء «غير صحيح» وأن الجيش الوطني الليبي لا يُخطّط لشنّ عمليات جوية فوق طرابلس» على الرغم من أن ما يُعرف بالجيش الوطني الليبي كان قد أعلن قبل يومين عن خططٍ لشنّ غارات جوية ردًا على فقدان السيطرة على المدينة الاستراتيجية غريان لصالحِ قوات الحكومة.
أعلن وزير الداخلية الليبي فتحي باشاغا في 4 تمّوز/بوليو أن الحكومة تدرس إغلاق مراكز الاحتجاز والإفراج عن جميع المهاجرين حيث أنه لا يمكن للحكومة ضمان حمايتهم. في اليوم التالي؛ اتهم باشاغا دولة الإمارات العربية المتحدة – حليفة حفتر – بقصفِ مركز المهاجرين بطائرة أمريكية من طِراز إف 16،.

### دوليًا
على مستوى الدول
- مالطا: أدانَ وزير الشؤون الخارجية والترويج التجاري في مالطا كارميلو أبيلكوند الضربة الجوية في بيانٍ رسمي أكّد فيه أيضًا على أن المهاجرين واللاجئين في مثل هذهِ المواقف يجب أن يتمّ نقلهم سريعًا إلى أماكن آمنة تحت إشراف الأمم المتحدة وحمايتهم.[14]
- قطر: أصدرت وزارة الخارجيّة بيانًا يدعو إلى «تحقيقٍ دوليّ عاجل» فيما حصل كما عبّرت عن إدانتها الشديدة «للهجمة الوحشية» مؤكدةً في ذاتِ البيان على أن الهجوم قد يرقى إلى حد جرائم حرب وجرائم ضد الإنسانية.[15]
- تركيا: وصفت وزارة الخارجية التركية الهجوم بأنه «جريمة ضد الإنسانية» وألقت باللوم على قوات الجنرال خليفة حفتر.[16]
- أوكرانيا: أصدرت وزارة الخارجيّة الأوكرانية بيانًا أكدت فيهِ الحاجة إلى تحقيق شامل وموثوق في هذه الجريمة كما دعت إلى وقفٍ فوريّ وغير مشروط لإطلاق النار من أجل منع وقوع إصابات جديدة.[17]
- الولايات المتحدة: نشرت وزارة الخارجية الأمريكية بيانًا قالت فيه: «هذه الخسارة المأساوية التي لا داعي لها في الأرواح والتي أثرت على أحد أضعف الفئات السكانية تُؤكّد الحاجة الملحة لوقفِ تصعيد القتال في طرابلس والعودة إلى العملية السياسية التي تُعتبر الطريقة الوحيدة القادرة على إحلال السلام الدائم والاستقرار في ليبيا.[18]»

على مستوى المنظمّات
- الأمم المتحدة: عبّرت وكالة اللاجئين التابعة للأمم المتحدة عن «قلقها البالغ من روايات عن وفاة لاجئين ومهاجرين.» مُضيفةً: «إنه لا يمكنها تأكيد من الذي نفذ الضربة.[19]»
- أطباء بلا حدود: وصفت أطباء بلا حدود في بيانٍ لها ما حدث بأنه «مأساة مُروّعة كان يمكن تجنبها بسهولة.[20]»
- أدانَ أمين عام الجامعة العربية أحمد أبو الغيط الغارة الجوية التي استهدفت معسكرًا للمهاجرين شرقي العاصمة الليبية طرابلس داعيًا إلى وقفِ المواجهات العسكرية بين حكومة الوفاق في الغرب وما يُطلَق عليهِ الجيش الوطني الليبي القادم من الشرق.[21]